# Suspiria (саундтрек, 2018)
Suspiria — саундтрек до фільму жахів «Суспірія» 2018 року, створений англійським музикантом Томом Йорком, спродюсований самим Йорком та Семом Петтсом-Девісом. Він вийшов 26 жовтня 2018 року на XL Recordings. «Суспірія» стала першою музикою для художнього фільму, яку написав Йорк, саундтрек включає інструментальні треки, інтермедії та пісні. «Suspirium» була номінована як найкраща пісня, написана для візуальних медіа на 62-й щорічній церемонії вручення премії «Греммі».

## Історія створення
Suspiria стала першим саундтреком до художнього фільму, який написав Том Йорк. Раніше йому пропонували написати музику для фільму «Бійцівський клуб» 1999 року, але він відмовився, оскільки він оговтувався від стресу, пов'язаного з просуванням альбому Radiohead 1997 року OK Computer. 
Йорк спочатку відмовився від цієї пропозиції, але згодом погодився після місяців прохань режисера Луки Гуаданьїно. 
Том вирішив, що буде безглуздо копіювати або посилатися на саундтрек оригінальної версії «Суспірії» 1977 року від гурту Goblin. Натомість він посилався на саундтрек фільму «Той, що біжить по лезу» 1982 року, виконавців конкретної музики, таких як П'єр Анрі, сучасних електронних виконавців, таких як Джеймс Холден, і музику з берлінського сюжета фільму, зокрема стилю краут-рок: Faust і Can.
На створення саундтреку пішло близько півтора року. У ньому взяли участь Лондонський сучасний оркестр і хор, які раніше з'явилися в альбомі Radiohead 2016 року A Moon Shaped Pool. Також син Йорка — Ной грав на барабанах у піснях «Has Ended» і «Volk». Значна частина музики була написана до знімання фільму, що дозволило Гуаданьїно вмикати її на знімальному майданчику під час зйомок. 

## Список композицій
| Диск 1 | Диск 1                           | Диск 1     |
| #      | Назва                            | Тривалість |
| ------ | -------------------------------- | ---------- |
| 1.     | «A Storm That Took Everything»   | 1:47       |
| 2.     | «The Hooks»                      | 3:18       |
| 3.     | «Suspirium»                      | 3:21       |
| 4.     | «Belongings Thrown in a River»   | 1:27       |
| 5.     | «Has Ended»                      | 4:56       |
| 6.     | «Klemperer Walks»                | 1:38       |
| 7.     | «Open Again»                     | 2:49       |
| 8.     | «Sabbath Incantation»            | 3:06       |
| 9.     | «The Inevitable Pull»            | 1:36       |
| 10.    | «Olga's Destruction (Volk Tape)» | 2:58       |
| 11.    | «The Conjuring of Anke»          | 2:16       |
| 12.    | «A Light Green»                  | 1:48       |
| 13.    | «Unmade»                         | 4:27       |
| 14.    | «The Jumps»                      | 2:38       |
| 38:05  |                                  |            |

| Диск 2 | Диск 2                         | Диск 2     |
| #      | Назва                          | Тривалість |
| ------ | ------------------------------ | ---------- |
| 1.     | «Volk»                         | 6:24       |
| 2.     | «The Universe Is Indifferent»  | 4:48       |
| 3.     | «The Balance of Things»        | 1:08       |
| 4.     | «A Soft Hand Across Your Face» | 0:44       |
| 5.     | «Suspirium Finale»             | 7:03       |
| 6.     | «A Choir of One»               | 14:01      |
| 7.     | «Synthesizer Speaks»           | 0:58       |
| 8.     | «The Room of Compartments»     | 1:14       |
| 9.     | «An Audition»                  | 0:34       |
| 10.    | «Voiceless Terror»             | 2:30       |
| 11.    | «The Epilogue»                 | 2:46       |
| 42:10  |                                |            |

| Suspiria (Unreleased Material) | Suspiria (Unreleased Material)       | Suspiria (Unreleased Material) |
| #                              | Назва                                | Тривалість                     |
| ------------------------------ | ------------------------------------ | ------------------------------ |
| 1.                             | «Unmade Overtones»                   | 1:30                           |
| 2.                             | «Unused Spell»                       | 0:51                           |
| 3.                             | «A Conversation With Just Your Eyes» | 5:17                           |
| 4.                             | «The7th7th7th7thSon»                 | 1:08                           |
| 5.                             | «Volk Spin Off V1»                   | 2:24                           |
| 6.                             | «Volk Spin Off V2»                   | 0:54                           |
| 7.                             | «Volk Spin Off V3»                   | 1:47                           |
| 13:50                          |                                      |                                |

## Персоналії
- Том Йорк – слова, музика, аранжування, продакшн, запис
- Сем Петтс-Девіс — продакшн, запис, зведення, монтаж музики
- Г'ю Брант — оркестровка, диригування
- Ной Йорк — ударні
- Том Бейлі — звукоінженер (AIR Lyndhurst)
- Лоуренс Анслоу — асистент (AIR Lyndhurst)
- Алекс Фергюсон — асистент (AIR Lyndhurst)
- Вальтер Фазано — монтаж музики
- Лондонський сучасний оркестр і хор — виконання
- Джулія П'єрсанті — руки й очі, використані на передній обкладинці релізу
- Стенлі Донвуд — дизайн
- Doctor Tchock — дизайн
- Агнес Ф — дизайн